# Stratobus
Stratobus est un concept de plateforme stratosphérique autonome de la famille des  pseudosatellites, ou HAPS (High Altitude Platform System) à mi-chemin entre le satellite, le dirigeable et le drone,.
Stratobus, porté par Thales Alenia Space, est un ballon dirigeable de 140 m de long et d’un diamètre de 32 m. Il est capable d’effectuer des missions de très longues durées (de l’ordre de l’année) et d’emporter des charges utiles importantes (250 kg et 5 kW). Il est positionné dans la stratosphère à une altitude de 20 km, cette altitude permettant à la fois de rester proche de la terre, pour couvrir des zones étendues (jusqu’à 500 km de diamètre) en offrant des images à très haute résolution, mais aussi de rester au-dessus du trafic aérien pour éviter les risques et les perturbations .

## Plateforme multi-missions
Stratobus est une plateforme multi-missions en cours de développement, destinée à des applications aussi bien civiles que militaires dans les domaines de l'observation, des télécommunications et de la navigation ,.
Stratobus a la capacité d’emporter une charge utile optique complétée d’un radar pour effectuer des missions d’observation et de renseignement ,.
Il peut aussi être utilisé dans des missions environnementales comme la mesure de la qualité de l’air, la surveillance des gaz à effet de serre, la détection de la pollution marine ou la surveillance des feux de forêts .
Stratobus pourra aussi effectuer des missions télécoms, comme la 5G/6G ou la fourniture de connexion internet haut débit, pour couvrir des  zones mal desservies (zones blanches)  ou en support lors d’un événement particulier .

## Innovations techniques
Le ballon Stratobus intègre de nombreuses innovations technologiques.
Il est constitué d’une enveloppe souple maintenue en forme par de l’hélium en surpression par rapport à l’air ambiant .
L’enveloppe robuste et légère est une des technologies majeure, qui devrait être résistante jusqu’à 5 ans, dans un environnement thermique et solaire contraignant. Elle supporte 1 000 m2 de cellules photovoltaïques afin de fournir de l’électricité aux moteurs électriques, aux charges utiles et au système de stockage d’énergie ,,.
Le ballon est créé afin de gérer une permanence géostationnaire pendant un an avec une charge utile supportée de 250 kg. À 20 km dans la stratosphère, Stratobus pourra être exposé à des vents de l’ordre de 90 km/h ,.
Le générateur solaire doit délivrer une puissance élevée et sa surface de plus de 1 000 m2 est un contributeur majeur de la masse totale. Il doit donc être très léger et résister à l’environnement. Pour des questions de coût, des cellules terrestres de haut rendement sont encapsulées pour réaliser un module spécifique.
Stratobus est également équipé de batteries à haute densité d’énergie, permettant de disposer à bord d’une grande quantité d’énergie tout en minimisant la masse et la surface de l’enveloppe, de jour comme de nuit.

## Statut du programme
(septembre 2023).
2014 : Stratobus est né lors de la deuxième édition des « Innov Days » de Thales.
Le 26 avril 2016, Thales Alenia Space reçoit sur son site de Cannes, la visite de Thierry Mandon, secrétaire d’État à la Recherche et à l’Enseignement supérieur. Thales Alenia Space annonce le démarrage officiel du projet de Recherche et Développement Stratobus ,,.
2016 : Stratobus est financé de 16,6 millions d’euros en subventions et avances récupérables, par le programme d’investissements d’avenir, piloté par la CGI (Commissariat Général à l’Investissement), et géré par Bpifrance ainsi qu’un complément par la région SUD .
2018 : La faisabilité technique est démontrée, via un premier démonstrateur .
2019 : La robustesse est démontrée .
2020 : Contrat d’étude signé avec la direction générale de l’Armement (DGA). Ce contrat étudie l’apport des plateformes stratosphériques persistantes afin de compléter et améliorer la capacité de défense de la France ,.
Le 7 juin 2021, Thales Alenia Space sélectionne le site d'Istres (Bouches-du-Rhône), pour sa future usine de production du dirigeable géostationnaire ,.
20 juillet 2022 : Le projet de démonstration est sélectionné par la Commission européenne, à la suite d'un appel à projets collaboratifs de recherche et développement en matière de défense émis par le Fonds européen de défense (FED) ,.
2022 : Signature  d’un contrat de 43 millions d’euros au titre du programme EuroHaps (High Altitude Platform System demonstration). Thales Alenia Space coordonne un consortium européen de 21 partenaires et 18 sous-traitants, répartis dans 11 pays.  
Prochaines étapes :
- La fabrication de deux démonstrateurs de 60 m de long pour tester en vol le concept et les technologies critiques,.
- L’objectif de ces démonstrateurs est de réaliser différentes missions d’observation militaires sur terre et mer .
- Les vols de démonstration se dérouleront depuis la base de lancement Stratoport, basée sur l’île de Fuerteventura aux Canaries .

### Vidéos
- Michel Chevalet, Comment ça marche, "LES BALLONS RENIFLEURS" - YouTube